# 원정혜

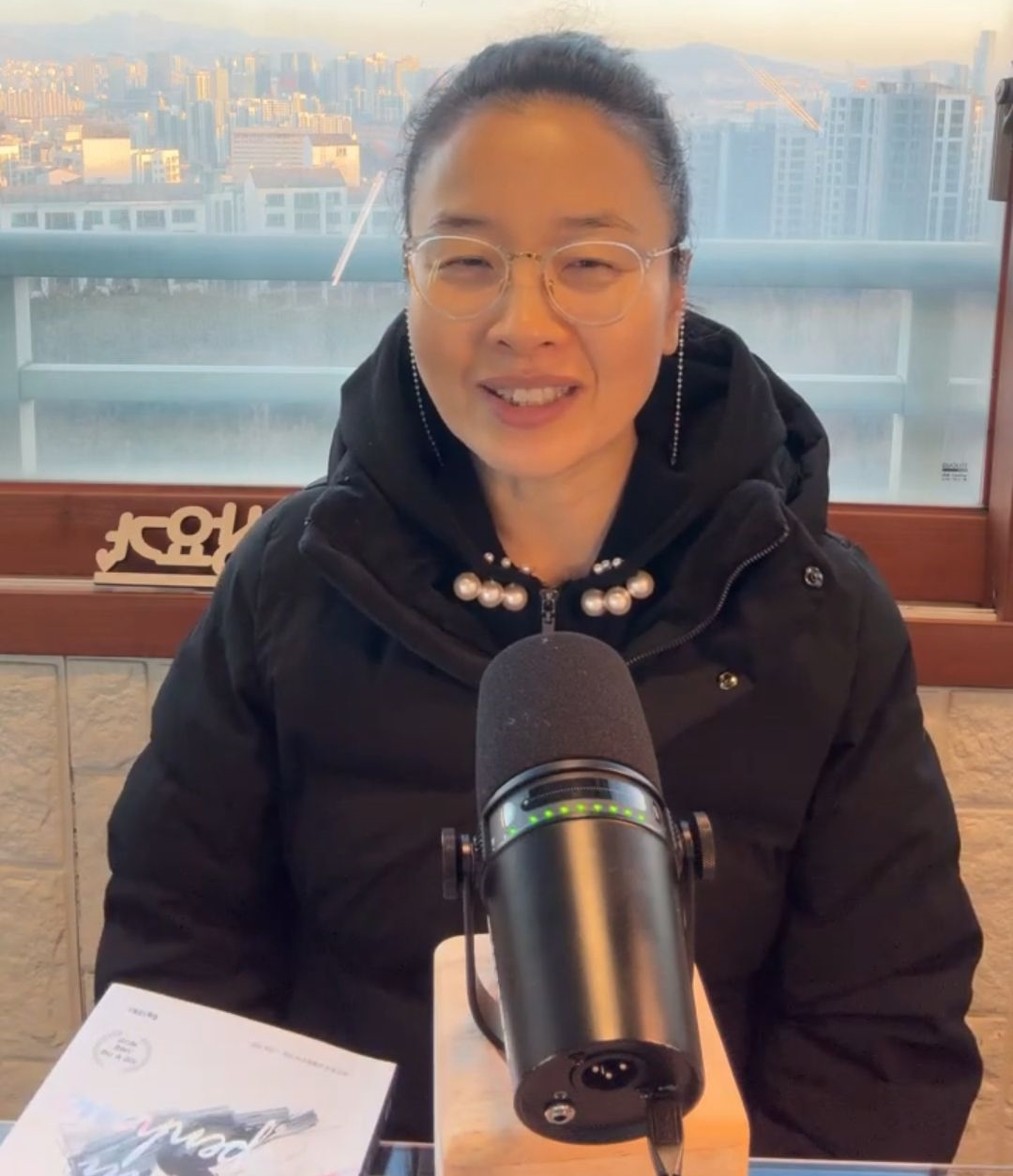
원정혜

원정혜(1968년 9월 24일 ~ )는 대한민국의 요가 지도자이자 대한민국 요가를 대중화시킨주역이다. 요가 전공 이학박사이며 호원대학교 주임 교수, 동국대학교 융합요가학과 겸임 교수 등 대학 교수직을 여러 번 역임한 전력이 있고 에콜스 요가(KHECOLS YOGA)를 창시하였다. 대통령비서관 요가 강사와 고려대 수포츠과학연구소 선임연구원도 역임했다. 이천시 모가면 산내리 38-11 "명상이 숨쉬는 곳(이천아쉬람)" 대표이기도 하다.

## 학력·경력
에콜스요가(KHECOLS YOGA) 창시자로 숙명여자대학교 체육교육과를 졸업하였고 동대학원에서 석사 학위를, 고려대학교대학원에서 요가를 주제로 한 박사학위를 받았다. SBS에서 방영된 텔레비전 프로그램 《장미의 이름》의 〈장미클리닉〉 코너를 진행하면서 건강 요가를 소개했다. 호원대학교 요가학과 교수로 재임 후 카이스트 대우교수, 동방대학원 겸임교수와 고려대학교 스포츠과학연구소의 선임연구원을 역임하였다. 2013년 동국대학교에서 불교철학전공 박사 과정을 거쳐 철학박사과정을 수료했다. (https://www.facebook.com/WonJunghae?fref=ts)-페이스북 주소

## 주요 이력
- 동국대학교 융합 요가과 겸임교수
- 호원대학교 요가학과 교수
- 한국과학기술원 대우교수
- 동방대학원대학교 겸임교수
- 고려대학교 강사
- 고려대학교 스포츠과학연구소 선임연구원
- 숙명여자대학교 강사

## 저서
- 원정혜의 해피해피 요가 다이어트 (2002년)-한국판, 중국판출간[5]
- 원정혜의 힐링요가 (2003년)-한국판, 중국판출간[6]
- 원정혜의 어린이 요가 (2005년)[7]
- 원정혜의 에콜스요가 (2011년)

### DVD
- 원정혜의 해피해피 요가 다이어트
- 원정혜의 해피해피 생활요가
- 원정혜의 힐링요가[8]
- 원정혜의 큐어 요가
- 원정혜의 어린이 요가 1,2편
- 원정혜의 에콜스 요가 다이어트 1,2편(체중조절, 체질개선)[9]

### 개발 프로그램
- 에콜스요가(khecols yoga)
- kidkinetics어린이 인지발달프로그램

### 기타 경력
- 2003년 부광약품 아락실 텔레비전 광고 출연

## 같이 보기
- 요가